# VfB Wissen
Der VfB Wissen ist ein deutscher Sportverein aus Wissen in Rheinland-Pfalz mit den Abteilungen Fußball, Jugendfußball, Altherren-Fußball, Tischtennis, Leichtathletik, Taekwondo und Luta Livre. Die erste Fußballmannschaft des Vereins spielte von 1957 bis 1998 ununterbrochen in der Verbandsliga Rheinland oder höher. 1994/1995 war der Verein Gründungsmitglied der Regionalliga West/Südwest.

## Geschichte
Am 28. Februar 1914 wurde der Verein von sportbegeisterten Leuten und der Wissener Sportjugend gegründet. Der Name des Vereins wurde angelehnt an den des VfB Borussia Neunkirchen. Das erste Spiel des VfB fand im Sommer 1914 statt. Doch kurze Zeit später brach der Erste Weltkrieg aus. Daraufhin mussten einige Akteure und Vorstandsmitglieder den Verein verlassen, um in den Krieg zu ziehen. Dennoch wurden während des Krieges mehrere Freundschaftsspiele ausgetragen, unter anderem gegen Köln-Mülheim und den FC 1900 Wetzlar.
In der ersten reguläre Saison 1919/1920 startete der VfB in der B-Klasse. Nach der ersten Saison konnte sofort der Aufstieg erreicht werden und man spielte sechs Jahre in der A-Klasse. Als der Zweite Weltkrieg kam, musste auch der VfB Wissen auf die Spieler zurückgreifen, die gerade im Fronturlaub waren oder nicht in den Krieg zogen. Bis zum Herbst 1944 konnte der Spielbetrieb aufrechterhalten werden, dann wurde er ganz eingestellt. Im Krieg starben 75 VfB-Mitglieder.
Nachdem es dem Verein zunächst verboten war, den Spielbetrieb aufrechtzuerhalten, gelang es einem Kaplan, die Militärbehörde zu überreden und der Verein konnte im Sommer 1945 das erste Freundschaftsspiel bestreiten. Im Jahre 1947 wurden dann alle Sportvereine von Seiten der Militärregierung aufgelöst und mussten sich neu gründen. Durch viele Rückkehrer aus Kriegsgefangenschaften stieg dennoch die Mitgliederzahl. Nachdem auch andere Sportabteilungen im Verein aufgebaut wurden, beschloss man im Herbst 1950, ein 4,2 Hektar großes Gelände am Siegufer zu kaufen.
Durch das Wirtschaftswunder und durch weitere Einnahmen konnte man auf diesem Gelände das Stadion bauen. Trotz zwischenzeitlicher Finanzierungsprobleme konnte die Heimstätte am 7. August 1955 feierlich eingeweiht werden. Das Eröffnungsspiel zwischen Bayer 04 Leverkusen und Eintracht Frankfurt sahen 10.000 Zuschauer. Ähnliche Kulissen gab es später beim DFB-Pokalspiel gegen Borussia Mönchengladbach (1982, 8.500 Zuschauer) und beim Freundschaftsspiel 1992 gegen den FC Bayern München (7.920).
Zu den fußballerischen Erfolgen zählen drei Rheinland-Meisterschaften (1962, 1988, 1991), zwei Rheinlandpokalsiege (1959, 1961), die zweimalige Qualifikation für den DFB-Pokal (1980, 1982) sowie die Teilnahme an der Deutschen Amateurmeisterschaft (1972). Über die Dauer von rund 40 Jahren war die 1. Fußballmannschaft stets mindestens in der höchsten Spielklasse des Fußballverbandes Rheinland vertreten. In der Saison 1994/95 gehörte der VfB Wissen zu den Gründungsmitgliedern der Fußball-Regionalliga West/Südwest, seinerzeit die dritthöchste deutsche Spielklasse. Bereits im ersten Jahr der Ligenzugehörigkeit erfolgte der Abstieg in die Oberliga Südwest. 
Nachdem man dort ebenfalls nach einem Jahr abgestiegen war, konnte man sich zwei Jahre in der Verbandsliga Rheinland halten.
Zur Saison 1998/99 erfolgte dann der Abstieg in die Landesliga Rheinland, die im Zuge der Ligenreform des FV Rheinland 2004 durch die Bezirksliga ersetzt wurde. Nach dem Abstieg in die Kreisliga A des Fußballkreises Westerwald / Sieg im Jahr 2008 dauerte es nach drei dritten Plätzen und zwei Vizemeisterschaften bis 2014, ehe der Wiederaufstieg in die Bezirksliga gelang. In der Bezirksliga belegte man 2014/15 und 2015/16 jeweils den sechsten und 2016/17 den fünften Tabellenplatz. 
Nachdem man in der Saison 2017/18 punktgleich mit der EGC Wirges an der Tabellenspitze gelegen war, wurde das dadurch nötig gewordene Aufstiegsspiel in der Verlängerung 1:2 verloren. In der darauffolgenden Saison 2018/19 folge dann schließlich der Aufstieg in die Rheinlandliga als Meister der Bezirksliga Ost.
Im Jahr 2016 hatte der Verein rund 700 Mitglieder, rund die Hälfte davon Kinder und Jugendliche.

## Erfolge Fußball
- Rheinland-Meister 1962, 1988, 1991
- Rheinlandpokalsieger 1959, 1961
- Qualifikation für den DFB-Pokal 1980, 1982
- Qualifikation für die Regionalliga West/Südwest 1994
- Teilnahme an der Endrunde um die Deutsche Amateurmeisterschaft 1972

## Persönlichkeiten
- Henry Acquah
- Manfred Baldus
- Rico Glaubitz
- Thomas Kraft
- Lars Leese
- Waldemar Matysik
- Elmar Müller
- Jan Schlaudraff
- Kurt Zaro
- Herbert Schäfer
- Heinz Lowin